# Loxoconchinae
Loxoconchinae is een onderfamilie van kreeftachtigen uit de klasse van de Ostracoda (mosselkreeftjes).